# Empoasca coofa
Empoasca coofa är en insektsart som beskrevs av Rowland Southern 2008. Empoasca coofa ingår i släktet Empoasca och familjen dvärgstritar. Inga underarter finns listade i Catalogue of Life.